# サイギサイギ
『サイギサイギ』は、青森県のローカルアイドルグループ・りんご娘の27枚目のシングル。2024年8月28日にリンゴミュージックより発売された。

## 概要
本作は、青森県弘前市の岩木山神社で行われる伝統行事「お山参詣」の登山囃子をモチーフにした楽曲である。タイトルの「サイギサイギ」は、登山囃子の唱文から取られており、五穀豊穣や家内安全を祈願する文化的背景を音楽に昇華している。作詞・作曲は多田慎也、編曲は島田尚が担当した。

## リリース形態・配信情報
CDは通常盤の1形態で発売されており、Spotify、Apple Music、LINE MUSICなどの主要音楽配信サービスでも配信されている。

## 特典・イベント
本シングル発売に伴い、青森県内外のCDショップで購入特典が用意され、オンライン・リアルイベントも多数開催された。特典にはポストカード、アナザージャケット、ステッカー、A3サイズポスターなどが含まれる。

## 収録内容
1. サイギサイギ
2. Ringo disco
3. SNOW MONSTER
作詞・作曲：多田慎也 / 編曲：島田尚
4. サイギサイギ - Instrumental -
5. Ringo disco - Instrumental -
6. SNOW MONSTER - Instrumental -